# Nickel City Opera

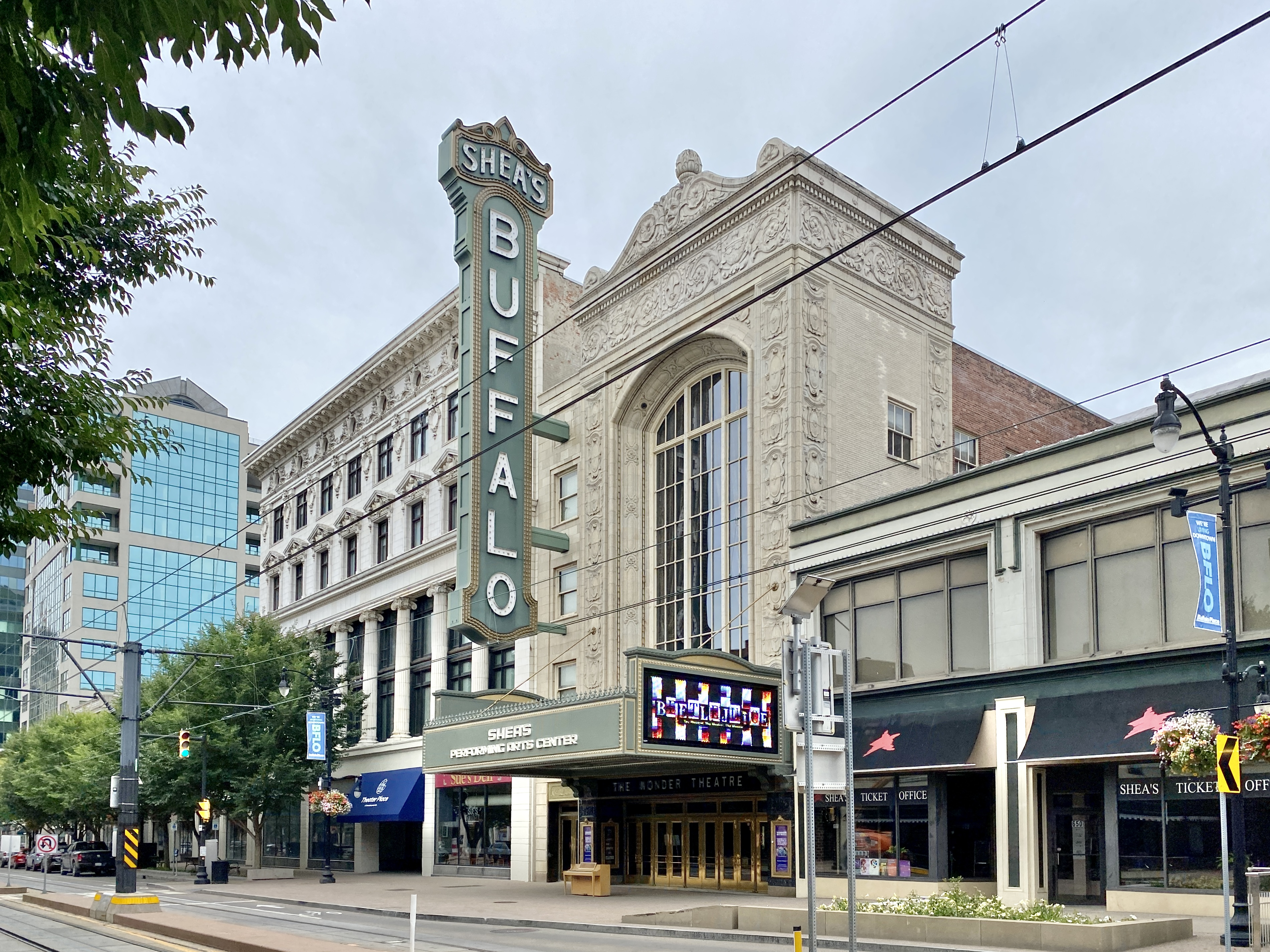
Shea's Performing Arts Center v Buffalu, Sídlo Nickel City Opera

Nickel City Opera (známá také jako NC Opera Buffalo nebo NCO) je americká opera v Buffalu ve státě New York. Nickel City Opera je dnes jednou z předních oper v USA a se svým sídlem a hlavní scénou v Shea's Performing Arts Center s více než 3 000 místy je jedním z největších operních domů na světě. NCO založil v roce 2004 Valerian Ruminski. Od té doby si Nickel City Opera nejen objednává nové opery, ale uvádí i světové premiéry významných děl.
NCO spolupracuje s filharmonickým orchestrem Buffalo Philharmonic Orchestraa společně uvádí širokou škálu děl od baroka 18. století a belcanta 19. století přes minimalismus 20. století až po moderní opery 20. a 21. století. Tyto opery jsou uváděny v inscenacích, jejichž styl se pohybuje od propracované tradiční výpravy až po moderní koncepční design. V letech 2017–2021 byl pak hudebním ředitelem a šéfdirigentem Němec Matthias Manasi.
NCO sídlí v Shea's Performing Arts Center (3 019 míst) v divadelní čtvrti Buffalo Theatre District v centru Buffala. Shea's Performing Arts Center navrhla známá chicagská firma "Rapp and Rapp". Opera byla navržena ve stylu evropských operních domů a pyšní se dekoracemi kombinujícími francouzské a španělské baroko a rokoko. Interiér navrhl světoznámý 
designér a umělec Louis Comfort Tiffany a většina prvků se zachovala dodnes. Původně zde bylo téměř 4 000 míst, ale ve 30. letech minulého století byl počet míst snížen na současných 3 019. Důvodem bylo v neposlední řadě zvětšení prostoru pro orchestr díky zvětšení orchestřiště.

## Historie
Opera NCO byla založena byla založena v roce 2004 a v červnu 2009 uvedla v divadle Riviera Theatre svou první operu, Rossiniho Lazebníka sevillského. V následujícím roce 2010 se uskutečnilo představení Verdiho Rigoletta.
Dnes má NCO na repertoáru více než 30 oper a uvedla takové operni inscenace, jako je například Trubadúr,Bohéma,Dcera pluku, Don Pasquale, Rigoletto, L'elisir d'amore, Tosca,Plášť, Der Schauspieldirektor,Bludný Holanďan, Figarova svatba, Lazebník sevillský, Salome, La traviata, Amahl a noční návštěvníci od Giana Carla Menottiho, a The Music Shop od Richarda Warga. 
V inscenacích NCO vystupovali takoví pěvci jako například Adam Klein, Eric Fennell, Victoria Livengood,
 Elizabeth Blancke-Biggs, Eduardo Villa, James Wright, Marieterese Magisano, Ray Chenez, John Packard, Zulimar López-Hernández, Marc Freiman, Michele Capalbo, a David MacAdam.
V roce 2011 uvedla NCO v rámci speciální kulturní akce insenaci opery Plášť od Giacoma Pucciniho v
režii Henryho Akiny na palubě vyřazeného torpédoborce
námořnictva Spojených států amerických
třídy Fletcher USS The Sullivans (DD-537), jedné z dominant Buffala, která slouží jako muzejní loď a je zakotvena jako součást kolekce Buffalo and Erie County Naval & Military Park. Válečná loď USS The Sullivans (DD-537) posloužila jako nedílná součást inscenace.
Od sezóny 2016/17 převzal hudební vedení NCO Matthias Manasi, který byl jmenován novým hudebním ředitelem a šéfdirigentem.
Během pandemie onemocnění COVID-19 nemohla NCO od března 2020 uvádět v Shea's Performing Arts Center žádná operní představení. Inscenace Verdiho Aidy plánovaná na 7. až 29. srpna 2021 ve státním parku Earl W. Brydges Artpark byla zrušena z důvodu omezení souvisejících s pandemií.
V červnu 2023 NCO reprízovala svou první insenaci Rossiniho Lazebníka sevillského v uměleckém centru Nichols Flickinger Performing Arts Center.
Mezi mezinárodně proslulé režiséry, kteří působili v NCO, patří David Grabarkewitz, který v roce 2008 režíroval v New York City Opera pro Public Broadcasting Service (PBS), insenaci Pucciniho Madama Butterfly oceněnou cenou Emmy, a Marc Verzatt, kterému časopis 'Classical Singer' udělil cenu pro vynikajícího režiséra za rok 2006.

## Ocenění Opera America za zásluhy
V květnu 2017 udělila 'Opera America' NCO a Valerianovi Ruminskému, uměleckému řediteli NCO, výroční cenu za zásluhy, kterou oceňuje ty, kteří „propagují operu ve svých komunitách a neúnavně pracují na zajištění nejvyšší možné umělecké kvality a služby komunitě“. Při slavnostním ceremoniálu, který se konal v Dallasu, Marc A. Scorca, prezident a výkonný ředitel 'Opera America', řekl: „Jménem zaměstnanců a členů 'Opera America' přijměte mé blahopřání a poděkování za váš výjimečný přínos opernímu oboru.“

## Světové a americké premiéry
V červnu 2016 uvedla NCO světovou premiéru opery SHOT! o atentátu na prezidenta McKinleyho, kterou složila Persis Vehar s libretem od Gabrielle Vehar a která byla nastudována v Shea's Performing Arts Center pod vedením dirigenta Michaela Chinga a režiséra Davida Grabarkewitze. Roli prezidenta Williama McKinleyho zpíval Valerian Ruminski, roli Idy McKinley zpívala Marieterese Magisano s Johnem Packardem jako Leonem Czolgoszem, Michele Capalbo jako Emmou Goldmanovou a Fredem Furnarim jako buffalským policejním komisařem Bullem, sborem 40 pěvců a hudebníků buffalské filharmonie Buffalo Philharmonic Orchestra. Kulisy byly rekonstrukcí scén z Panamerické výstavy z roku 1901, které doprovázelo 12metrové promítání původních Edisonovo záběrů z výstavy z roku 1901 a vzácné historické fotografie.
V červnu 2021 uvedla NCO ve spolupráci s vokálním souborem 'Sotto Voce' světovou premiéru opery The Second Sight od Jessie Downs.

## Ředitelé

### Hudební ředitelé / šéfdirigenti
V letech 2012–2017 byl hudebním ředitelem a šéfdirigentem NCO Michael Ching. V letech 2017–2021 byl pak hudebním ředitelem a šéfdirigentem NCO Matthias Manasi. V NCO působili také slavní hostující dirigenti, kteří zde nejsou uvedeni.
- Michael Ching (hudební ředitel 2012-2017)
- Matthias Manasi (hudební ředitel 2017-2021)

### Režiséři
Mezi režiséry operních inscenací v NCO patří mezinárodně známí umělci, jako je David Grabarkewitz, který režíroval v New York City Opera pro televizi Public Broadcasting Service inscenaci Pucciniho Madama Butterfly, která v roce 2008 získala cenu Emmy.
Operní inscenace režíroval v NCO také režisér Marc Verzatt, kterému v roce 2006 časopis 'Classical Singer' udělil cenu pro vynikajícího režiséra.

## Místa konání představení
- Shea's Performing Arts Center (3 019 míst) v centru Buffala, (New York).[70]
- Riviera Theatre (1 149 míst) v North Tonawandě, (New York)
- Artpark Mainstage Theatre (2 400 míst) ve státním parku Earl W. Brydges Artpark v Lewistonu, (New York)
- Artpark Amphitheatre (4 400 míst) ve státním parku Earl W. Brydges Artpark v Lewistonu, (New York)
- Nichols Flickinger Performing Arts Center (460 míst) v Buffalu